# Карл Леопольд Мекленбург-Шверинский
Карл Леопольд Мекленбург-Шверинский (нем. Karl Leopold zu Mecklenburg-Schwerin; 26 ноября 1678, Грабов — 28 ноября 1747, Дёмиц) — герцог Мекленбург-Шверинский с 31 июля 1713 года. Супруг Екатерины Иоанновны, отец Анны Леопольдовны и дед будущего императора Ивана VI Антоновича.

## Биография
Карл Леопольд родился 26 ноября 1678 года и был вторым сыном Фридриха Мекленбургского (1638—1688) и Кристины Вильгельмины Гессен-Гомбургской (1653—1722) и приходился племянником бездетному герцогу Кристиану Людвигу I Мекленбургскому (1623—1692). Старший брат Карла Леопольда Фридрих Вильгельм I Мекленбургский (1675—1713) наследовал своему дяде 21 июня 1692 года. Фридриху Вильгельму удалось прекратить распри мекленбургского герцогского дома Гамбургским договором 1701 года. Были образованы два княжества — Мекленбург-Стрелиц и Мекленбург-Шверин, просуществовавшие до 1918 года, и введено правило наследования первенцем. Карл Леопольд получил апанаж в размере 15 000 рейхсталеров и доходы от Доберана. Карл Леопольд совершил несколько поездок во Францию, Англию и Нидерланды, а также по германским княжествам и затем долгое время жил в Гамбурге.
Карл Леопольд принимал участие в военных походах шведского короля Карла XII. Мекленбуржец не только восхищался шведским абсолютным монархом, но и подражал ему в одежде, жестикуляции и манере речи. Вскоре он прослыл чудаком, а принц Евгений Савойский называл его «обезьяной Карла XII». Летом 1713 года Карл Леопольд унаследовал герцогство Мекленбург-Шверин после смерти своего брата Фридриха Вильгельма.
По многим источникам разбросаны определения характера Карла Леопольда: «невоспитанный и бессовестный властитель», «непредсказуемый характер» и т. п. Говорили, что он, как-то поссорившись с младшим братом, «поджег замок в Грабове, резиденцию своего брата, отчего выгорела большая часть города».
Карл Леопольд был женат трижды. Его первой супругой стала София Гедвига Нассау-Дицская (1690—1734), дочь Генриха Казимира II Нассау-Дицского. Брак был расторгнут в 1710 году. Затем Карл Леопольд сочетался морганатическим браком с Кристиной Доротеей фон Лепель. Брак оказался несчастливым, и Кристина вскоре уехала в Любек к своей матери.
В 1716 году Карл Леопольд женился в Данциге в третий раз на Екатерине Иоанновне, единокровной племяннице русского царя Петра I. Брачный договор дополнял союзнический договор, который позволял России размещать войска на севере Германии. Карлу Леопольду русские войска были нужны, чтобы поставить точку в его конфликте с рыцарями. В этом браке родилась дочь Елизавета Катерина Кристина, будущая Анна Леопольдовна, правительница-регентша Российской империи. Брак между Карлом Леопольдом и Екатериной Иоанновной тоже не стал счастливым. Герцог обращался с Екатериной грубо и даже жестоко. В 1716 году Леопольд лишился благосклонности Петра I и, потеряв власть в 1728 году в пользу брата, умер в крепости Дёмиц 28 ноября 1747 года. В 1722 году Екатерина Иоанновна оставила супруга и вместе с малолетней дочерью вернулась в Россию.

## Награды
8 апреля 1716 года награжден российским орденом Святого Андрея Первозванного.